# Wang Nan (tenisistka stołowa)
Wang Nan (chiń. 王楠; pinyin Wáng Nán; ur. 23 października 1978 w Fushun) - leworęczna chińska tenisistka stołowa, pochodząca z Liaoning. W latach 1999–2001 Wang Nan utrzymywała się na pierwszym miejscu w rankingu ITTF. Wang zaczynała grę w tenisa stołowego w wieku 7 lat. Była liderką chińskiej drużyny tenisa stołowego po odejściu Deng Yaping.

## Przebieg kariery
W 1994 Wang Nan wygrała turniej Sweden Open w kategorii gry pojedynczej kobiet. W 1995 została powołana do chińskiej reprezentacji narodowej i zaczęła reprezentować Chiny na najważniejszych turniejach tenisa stołowego, takich jak Mistrzostwa świata w tenisie stołowym, Women's World Table Tennis Cup czy  igrzyska olimpijskie.
W 1997 i 1998 wygrała Women's World Table Tennis Cup oraz turnieje American Open i China Open. W 1998 podczas odbywającego się w Bangkoku turnieju Asian Games Wang zdobyła cztery złote medale (w kategoriach gry pojedynczej kobiet, gry podwójnej kobiet, gry podwójnej mieszanej oraz złoty medal drużynowy kobiet). W tym samym roku wygrała również turniej finałowy ITTF.
W 1999 zdobyła złote medale na mistrzostwach świata tenisa stołowego w obu kategoriach gry pojedynczej i podwójnej. W tym samym roku została również najlepszą zawodniczką świata. W 2000 roku podczas Letnich Igrzysk Olimpijskich w Sydney Wang zdobyła dwa złote medale w kategoriach gry pojedynczej oraz grze podwójnej kobiet. Te sukcesy przyczyniły się do zdobycia Wielkiego Szlema.
W 2002 podczas Asian Games w Pusan przegrała dwa mecze finałowe: w kategorii gry pojedynczej kobiet oraz w kategorii drużynowej kobiet, nie zdobywając żadnego złotego medalu.
W 2003 Wang Nan uczestniczyła w mistrzostwach świata w tenisie stołowym w Paryżu. Był to jej czwarty występ w barwach reprezentacji Chin. Zdobyła trzy złote medale: w kategorii gry pojedynczej kobiet (był to jej 3 tytuł mistrzowski w tej kategorii), gry podwójnej kobiet (jej 4 złoty medal w tej kategorii) oraz w kategorii podwójnej gry mieszanej.
W 2004 podczas Letnich Igrzysk Olimpijskich w Atenach Wang Nan nie zdołała obronić swojego tytułu mistrzowskiego w grze pojedynczej kobiet, ale wraz z Zhang Yining udało jej się zdobyć złoty medal olimpijski w kategorii gry podwójnej kobiet.
W 2008 podczas Letnich Igrzysk Olimpijskich w Pekinie Wang Nan zdobyła czwarty złoty medal olimpijski. Wygrała wraz z koleżankami turniej drużynowy, a indywidualnie zdobyła srebro uznając wyższość jedynie Zhang Yining.